# История драфта распределения ВНБА
Драфт распределения ВНБА (англ. WNBA Dispersal Draft) — дополнительный драфт ВНБА, проводимый лигой до основного драфта при расформировании одной или нескольких команд, который проходил в формате селекторного совещания. Выбор команды осуществляли в обратном порядке их итогового положения в регулярном чемпионате прошедшего сезона, независимо от результатов лотереи драфта. Первоначально в драфте распределения принимали участие все игроки распущенных клубов, а с появлением понятия «свободный агент» к участию в драфте не допускались игроки, ставшие по окончании прошлого сезона неограниченно свободными агентами. Обычно на драфт распределения выходят неблагополучные в финансовом плане клубы, которые имели начальную материальную поддержку со стороны каких-либо спонсоров, однако затем по какой-либо причине потерявшие свою финансовую состоятельность.
За всю свою историю в ВНБА прошло пять драфтов распределения, во время которых было расформировано шесть команд. В 2003 году прекратило существование сразу две команды («Майами Сол» и «Портленд Файр»), а в 2004, 2007, 2009 и 2010 годах — по одной («Кливленд Рокерс», «Шарлотт Стинг», «Хьюстон Кометс» и «Сакраменто Монархс» соответственно). Три драфта распределения состоялись в один календарный год с основным драфтом (2003, 2004 и 2007), два других — в конце предыдущих лет (2009 и 2010, то есть в конце 2008 и 2009 годов). «Сакраменто Монархс» стал последним клубом ВНБА, прекратившим своё существование, после ликвидации которого состав лиги приобрёл свой нынешний вид.

## Основные даты драфта распределения ВНБА
- 24 апреля 2003 года — драфт распределения 2003 года
- 6 января 2004 года — драфт распределения 2004 года
- 8 января 2007 года — драфт распределения 2007 года
- 8 декабря 2008 года — драфт распределения 2009 года
- 14 декабря 2009 года — драфт распределения 2010 года

## Легенда к драфту
|  | Выделены игроки, выбранные в Баскетбольный зал славы                      |
|  | Выделены участники Матча всех звёзд ВНБА и игроки сборной всех звёзд ВНБА |
|  | Выделены участники Матча всех звёзд ВНБА                                  |
|  | Выделены игроки сборной всех звёзд ВНБА                                   |
|  | Выделены игроки, не игравшие в ВНБА                                       |

## 2003: Майами Сол и Портленд Файр
| Выбор | Игрок              | Позиция            | Гражданство | Новая команда            | Бывшая команда | Университет                                       |
| ----- | ------------------ | ------------------ | ----------- | ------------------------ | -------------- | ------------------------------------------------- |
| 1     | Рут Райли          | Центровая          | США         | Детройт Шок              | Майами Сол     | Университет Нотр-Дам                              |
| 2     | Шери Сэм           | Форвард / Защитник | США         | Миннесота Линкс          | Майами Сол     | Университет Вандербильта                          |
| 3     | Бетти Леннокс      | Защитник           | США         | Кливленд Рокерс          | Майами Сол     | Технологический университет Луизианы              |
| 4     | Тамика Джексон     | Защитник           | США         | Финикс Меркури           | Портленд Файр  | Технологический университет Луизианы              |
| 5     | Демайя Уокер       | Форвард            | США         | Сакраменто Монархс       | Портленд Файр  | Университет Виргинии                              |
| 6     | Дебби Блэк         | Защитник           | США         | Коннектикут Сан          | Майами Сол     | Университет Сент-Джозефс                          |
| 7     | Сильвия Кроли      | Центровая          | США         | Индиана Фивер            | Портленд Файр  | Университет Северной Каролины в Чапел-Хилл        |
| 8     | Дженни Моу         | Центровая          | США         | Вашингтон Мистикс        | Портленд Файр  | Орегонский университет                            |
| 9     | Алиса Беррас       | Форвард            | США         | Сиэтл Шторм              | Портленд Файр  | Технологический университет Луизианы              |
| 10    | Поллианна Джонс    | Центровая          | США         | Шарлотт Стинг            | Майами Сол     | Мичиганский университет                           |
| 11    | Елена Баранова     | Форвард            | Россия      | Нью-Йорк Либерти         | Майами Сол     | —                                                 |
| 12    | Лакванда Барксдейл | Защитник / Форвард | США         | Сан-Антонио Силвер Старз | Портленд Файр  | Университет Северной Каролины в Чапел-Хилл        |
| 13    | Юкари Фиггз        | Защитник           | США         | Хьюстон Кометс           | Портленд Файр  | Университет Пердью                                |
| 14    | Джеки Стайлз       | Защитник           | США         | Лос-Анджелес Спаркс      | Портленд Файр  | Государственный университет Юго-Западного Миссури |

## 2004: Кливленд Рокерс
| Выбор | Игрок               | Позиция             | Гражданство        | Новая команда                                    | Бывшая команда  | Университет                           |
| ----- | ------------------- | ------------------- | ------------------ | ------------------------------------------------ | --------------- | ------------------------------------- |
| 1     | Пенни Тэйлор-Гил    | Форвард             | Австралия          | Финикс Меркури                                   | Кливленд Рокерс | Австралийский институт спорта         |
| 2     | Часити Мелвин       | Центровая / Форвард | США                | Вашингтон Мистикс                                | Кливленд Рокерс | Университет штата Северная Каролина   |
| 3     | Латойя Томас        | Форвард             | США                | Сан-Антонио Силвер Старз                         | Кливленд Рокерс | Университет штата Миссисипи           |
| 4     | Энн Воутерс         | Центровая           | Бельгия            | Нью-Йорк Либерти                                 | Кливленд Рокерс | —                                     |
| 5     | Деанна Джексон      | Форвард             | США                | Индиана Фивер                                    | Кливленд Рокерс | Университет Алабамы в Бирмингеме      |
| 6     | Бетти Леннокс       | Защитник            | США                | Сиэтл Шторм                                      | Кливленд Рокерс | Технологический университет Луизианы  |
| 7     | Хелен Дарлинг       | Защитник            | США                | Миннесота Линкс                                  | Кливленд Рокерс | Университет штата Пенсильвания        |
| 8     | Поллианна Джонс     | Центровая           | США                | Хьюстон Кометс (право выбора от Коннектикут Сан) | Кливленд Рокерс | Мичиганский университет               |
| 9     | Мери Андраде        | Форвард             | Португалия / · США | Шарлотт Стинг                                    | Кливленд Рокерс | Университет Старого Доминиона         |
| 10    | Дженнифер Батлер    | Центровая           | США                | Сакраменто Монархс                               | Кливленд Рокерс | Массачусетский университет в Амхерсте |
| 11    | Люсьен Бертье       | Форвард / Центровая | Франция            | Хьюстон Кометс                                   | Кливленд Рокерс | Университет Старого Доминиона         |
| 12    | Изабелла Фиалковски | Центровая / Форвард | Франция            | Лос-Анджелес Спаркс                              | Кливленд Рокерс | Колорадский университет в Боулдере    |
| 13    | Дженнифер Риззотти  | Защитник            | США                | Детройт Шок                                      | Кливленд Рокерс | Университет Коннектикута              |

## 2007: Шарлотт Стинг
| Выбор | Игрок              | Позиция             | Гражданство | Новая команда            | Бывшая команда | Университет                          |
| --- | ------------------ | ------------------- | ----------- | ------------------------ | -------------- | ------------------------------------ |
| 1 | Моник Карри        | Защитник            | США         | Чикаго Скай              | Шарлотт Стинг  | Университет Дьюка                    |
| 2 | Танжела Смит       | Форвард / Центровая | США         | Миннесота Линкс          | Шарлотт Стинг  | Университет Айовы                    |
| 3 | Джанель Маккарвилл | Центровая           | США         | Нью-Йорк Либерти         | Шарлотт Стинг  | Университет Миннесоты                |
| 4 | Хелен Дарлинг      | Защитник            | США         | Сан-Антонио Силвер Старз | Шарлотт Стинг  | Университет штата Пенсильвания       |
| 5 | Келли Маззанти     | Форвард             | США         | Финикс Меркури           | Шарлотт Стинг  | Университет штата Пенсильвания       |
| 6 | Тиана Миллер       | Центровая           | США         | Вашингтон Мистикс        | Шарлотт Стинг  | Тулейнский университет               |
| 7 | Тай’ша Флакер      | Центровая           | США         | Сиэтл Шторм              | Шарлотт Стинг  | Университет Теннесси                 |
| 8 | Елена Левченко     | Центровая           | Беларусь    | Хьюстон Кометс           | Шарлотт Стинг  | Университет Западной Виргинии        |
| 9 | Шери Сэм           | Форвард / Защитник  | США         | Индиана Фивер            | Шарлотт Стинг  | Университет Вандербильта             |
| 10 | Латойя Бонд        | Защитник            | США         | Сакраменто Монархс       | Шарлотт Стинг  | Университет Миссури                  |
| 11 | Пропущен           | —                   | —           | Детройт Шок              | Шарлотт Стинг  | —                                    |
| 12 | Аяна Уокер         | Форвард             | США         | Лос-Анджелес Спаркс      | Шарлотт Стинг  | Технологический университет Луизианы |
| 13 | Пропущен           | —                   | —           | Коннектикут Сан          | Шарлотт Стинг  | —                                    |
| Примечание 1: два бывших игрока Шарлотт Стинг, Таша Баттс и Саммер Эрб, не были отобраны для участия в этом драфте, поэтому стали неограниченно свободными агентами.          |                    |                     |             |                          |                |                                      |
| Примечание 2: два бывших игрока Шарлотт Стинг, Эллисон Фистер и Тэмми Саттон-Браун, были неограниченно свободными агентами, поэтому не имели право участвовать в этом драфте. |                    |                     |             |                          |                |                                      |

## 2009: Хьюстон Кометс
| Выбор | Игрок         | Позиция             | Гражданство                        | Новая команда            | Бывшая команда | Университет                        |
| --- | ------------- | ------------------- | ---------------------------------- | ------------------------ | -------------- | ---------------------------------- |
| 1 | Санчо Литтл   | Форвард / Центровая | Сент-Винсент и Гренадины / Испания | Атланта Дрим             | Хьюстон Кометс | Университет Хьюстона               |
| 2 | Мати Аджавон  | Защитник            | США                                | Вашингтон Мистикс        | Хьюстон Кометс | Ратгерский университет             |
| 3 | Мисти Уильямс | Форвард             | США                                | Чикаго Скай              | Хьюстон Кометс | Университет Дьюка                  |
| 4 | Роника Ходжес | Защитник            | США                                | Миннесота Линкс          | Хьюстон Кометс | Университет штата Флорида          |
| 5 | Секвойя Холмс | Защитник / Форвард  | США                                | Финикс Меркури           | Хьюстон Кометс | Невадский университет в Лас-Вегасе |
| 6 | Эрика Уайт    | Защитник            | США                                | Индиана Фивер            | Хьюстон Кометс | Университет штата Луизиана         |
| 7 | Рене Камино   | Защитник            | Австралия                          | Сакраменто Монархс       | Хьюстон Кометс | Австралийский институт спорта      |
| 8 | Пропущен      | —                   | —                                  | Нью-Йорк Либерти         | Хьюстон Кометс | —                                  |
| 9 | Пропущен      | —                   | —                                  | Лос-Анджелес Спаркс      | Хьюстон Кометс | —                                  |
| 10 | Пропущен      | —                   | —                                  | Коннектикут Сан          | Хьюстон Кометс | —                                  |
| 11 | Пропущен      | —                   | —                                  | Детройт Шок              | Хьюстон Кометс | —                                  |
| 12 | Пропущен      | —                   | —                                  | Сиэтл Шторм              | Хьюстон Кометс | —                                  |
| 13 | Пропущен      | —                   | —                                  | Сан-Антонио Силвер Старз | Хьюстон Кометс | —                                  |
| Примечание 1: два бывших игрока Хьюстон Кометс, Тамека Диксон и Шэннон Джонсон, не были отобраны для участия в этом драфте, поэтому стали неограниченно свободными агентами.                                       |               |                     |                                    |                          |                |                                    |
| Примечание 2: пять бывших игроков Хьюстон Кометс, Латаша Байерс, Мвади Мабика, Амшету Майга, Мишель Сноу и Тина Томпсон, были неограниченно свободными агентами, поэтому не имели право участвовать в этом драфте. |               |                     |                                    |                          |                |                                    |

## 2010: Сакраменто Монархс
| Выбор | Игрок            | Позиция            | Гражданство | Новая команда            | Бывшая команда     | Университет                              |
| --- | ---------------- | ------------------ | ----------- | ------------------------ | ------------------ | ---------------------------------------- |
| 1 | Николь Пауэлл    | Защитник / Форвард | США         | Нью-Йорк Либерти         | Сакраменто Монархс | Стэнфордский университет                 |
| 2 | Ребекка Брансон  | Форвард            | США         | Миннесота Линкс          | Сакраменто Монархс | Джорджтаунский университет               |
| 3 | Демайя Уокер     | Форвард            | США         | Коннектикут Сан          | Сакраменто Монархс | Университет Виргинии                     |
| 4 | Кортни Пэрис     | Центровая          | США         | Чикаго Скай              | Сакраменто Монархс | Университет Оклахомы                     |
| 5 | Лора Харпер      | Форвард            | США         | Сан-Антонио Силвер Старз | Сакраменто Монархс | Мэрилендский университет в Колледж-Парке |
| 6 | Кристин Хейни    | Защитник           | США         | Вашингтон Мистикс        | Сакраменто Монархс | Университет штата Мичиган                |
| 7 | Шоланда Робинсон | Защитник           | США         | Талса Шок                | Сакраменто Монархс | Университет штата Луизиана               |
| 8 | Пропущен         | —                  | —           | Лос-Анджелес Спаркс      | Сакраменто Монархс | —                                        |
| 9 | Пропущен         | —                  | —           | Атланта Дрим             | Сакраменто Монархс | —                                        |
| 10 | Челси Ньютон     | Защитник           | США         | Сиэтл Шторм              | Сакраменто Монархс | Ратгерский университет                   |
| 11 | Пропущен         | —                  | —           | Индиана Фивер            | Сакраменто Монархс | —                                        |
| 12 | Пропущен         | —                  | —           | Финикс Меркури           | Сакраменто Монархс | —                                        |
| Примечание: три бывших игрока Сакраменто Монархс, Кара Лоусон, Амшету Майга и Тиша Пенишейру, были неограниченно свободными агентами, поэтому не имели право участвовать в этом драфте. |                  |                    |             |                          |                    |                                          |